# ブルーバ
『ブルーバ』は、冒険小説家南洋一郎の小説『バルーバの冒険』シリーズを映画化した、1955年の日本のアクション映画、アドベンチャー映画。大映東京撮影所製作。88分、モノクロ、スタンダード。

## あらすじ
渡部博士（見明凡太朗）とその娘礼子(八潮悠子)は、20年前に消息を絶った志賀博士を捜索するためアフリカに赴く。しかし渡部はそれだけではなく、かつて志賀博士より受け取ったダイヤモンド鉱山を探す目的も持っていた。幾多の苦難の後遂に絶体絶命のピンチに陥った一行の前に、動物と会話出来る少年が現れる。その少年こそ、志賀博士の遺児、志賀丈児ことブルーバ（浜口喜博）だった。

## 略歴・概要
あらすじの通り、少年ケニアなどと同じく日本版ターザンというべきものである。原作の南洋一郎は、戦前よりルパンの児童向け翻訳やターザンものの翻訳で有名であり、戦後その流れで書いた冒険小説の映画化である。主演の浜口喜博は競泳選手で、1952年のヘルシンキオリンピック男子800m自由形リレーで銀メダルを獲得し、競技引退後俳優に転向した初出演、初主演作である。なお、『ブルーバー』とは、彼が動物を呼ぶ際の掛け声に由来している。ジャングルシーンの撮影は、アメリカ、ハリウッドのサミュエル・ゴールドウィン・スタジオに常設されていたジャングルセットで行われた。監督は戦前から活躍していた鈴木重吉、音楽は伊福部昭が担当。特殊撮影は築地米三郎。

## キャスト
- 浜口喜博[1] - 丈児（ブルーバ）[2]
- 八潮悠子[1] - 渡部礼子[2]
- 見明凡太郎[1] - 父清一郎[2]
- 丸山修[1] - 山田健吉[2]

## スタッフ
以下のスタッフ名は角川映画及びKINENOTEに従った。
- 原作 - 南洋一郎
- 脚本 - 小国英雄
- 監督 - 鈴木重吉
- 撮影 - 高橋通夫、板橋重夫
- 美術 - 佐藤忠夫
- 音楽 - 伊福部昭

## 映像ソフト化
- 1993年にパイオニアLDCより「特撮映画秘蔵シリーズ」の1枚としてLDソフトで発売
- 1999年に徳間ジャパンコミュニケーションズより「大映ビデオミュージアム」の1本としてVHSソフトで発売
- 2015年12月にデアゴスティーニ・ジャパンにより「大映特撮映画DVDコレクション全国版(34) 2016年 1/5 号」として DVD（雑誌）発売された。